# 李珏 (弘治進士)
李珏（1481年—1549年），字廷重，號後菴，直隸大名府開州（今河南省濮陽縣）人，民籍，明朝政治人物。

## 生平
弘治十七年（1504年）甲子科順天府鄉試第五十九名。弘治十八年（1505年）聯捷第三甲第三十名進士。正德元年（1506年），任長洲縣知縣，期間審理百姓疾苦、并抑制當地豪強。升任刑部主事，歷升署员外郎、郎中，出為東昌府知府，以才能调任常州府知府，升山東按察司副使，嘉靖二年（1523年）四月升浙江布政司左参政，三年八月升山西按察使，嘉靖六年（1527年）官都察院右佥都御史、巡撫甘肅等地，次年因李福達案被遣戍充軍，十六年二月赦還。
嘉靖二十一年（1542年）八月起为山西巡抚，二十三年二月因病回籍调理，二十七年三月起用为巡撫遼東兼理軍務右佥都御史，十一月升為大理寺卿，二十八年四月致仕，十二月卒，賜祭葬。

## 家族
曾祖父李寬；祖父李敬；父李成（1441年-1495年），字以誠。前母吳氏；母孫氏；繼母張氏（1455年-1516年）。慈侍下。